# اندیس سرخ پایه
سرخ پایه یک اندیس فلزی است که در حوالی شهر ششتمد استان خراسان قرار دارد و مادهٔ معدنی موجود در آن، مس است.